# Mollinedia chrysolaena
Mollinedia chrysolaena är en tvåhjärtbladig växtart som beskrevs av Janet Russell Perkins. Mollinedia chrysolaena ingår i släktet Mollinedia och familjen Monimiaceae. Inga underarter finns listade i Catalogue of Life.